# Tramlijn 23 (Amsterdam)
 Tramlijn 23 is een voormalige tramlijn in Amsterdam. De lijn hield in 1958 formeel op te bestaan.

## Beknopte geschiedenis
De Amsterdamse tramlijn 23 werd ingesteld op 4 augustus 1921 op de route Station Willemspark – Amstelveenseweg – Overtoom – J.P. Heijestraat – Kinkerstraat – Marnixstraat – Haarlemmerplein – Planciusstraat. Op 7 mei 1922 werd de route tussen Kinkerstraat en Marnixstraat verlegd via Bilderdijkstraat – De Clerqstraat.  
Op 12 april 1928 werd de lijn verlegd vanaf de Bilderdijkstraat via Frederik Hendrikstraat en het Frederik Hendrikplantsoen. Op 12 juli van datzelfde jaar kwam ook de verlenging vanaf Station Willemspark naar de Stadionstraat tot stand in verband met de opening van het Olympisch Stadion. Van 9 januari 1930 tot 14 januari 1931 reed lijn 23 vanaf het Haarlemmerplein door via het Haarlemmerplein naar de Spaarndammerstraat – Oostzaanstraat. Met de staking van de tramdiensten per 9 oktober 1944 verdween ook lijn 23.
Vanaf 31 augustus 1945 keerde lijn 23 (samen met lijn 6) uitsluitend terug voor Stadiondiensten, als er evenementen of wedstrijden in het Olympisch Stadion waren. Dit gebeurde voor het laatst op 4 mei 1958 waarbij slechts tot het Frederik Hendrikplantsoen werd gereden, waarmee tramlijn 23 verleden tijd was. De overige passagiers werden verwezen naar tramlijn 1 en een overstap op tramlijn 3 die in 1951 ter compensatie van het niet terugkeren van lijn 23 werd verlegd van het Frederik Hendrikplantsoen naar de Planciusstraat. Het vrijgekomen lijnnummer werd vijf maanden later toegewezen aan een buslijn en bleef 48 jaar in gebruik. De lijnkleur rood-geel-rood verscheen vier jaar later opnieuw bij spitstramlijn 27.
Op 13 en 14 november 2021 keerde het lijnnummer 23 twee dagen terug, als pendeltramlijn tussen het Amstelstation en Station RAI, dit omdat de metro wegens werkzaamheden niet kon rijden tussen Station RAI en Overamstel
en van zaterdag 12 juli 2025 tot en met zondag 24 augustus 2025.  

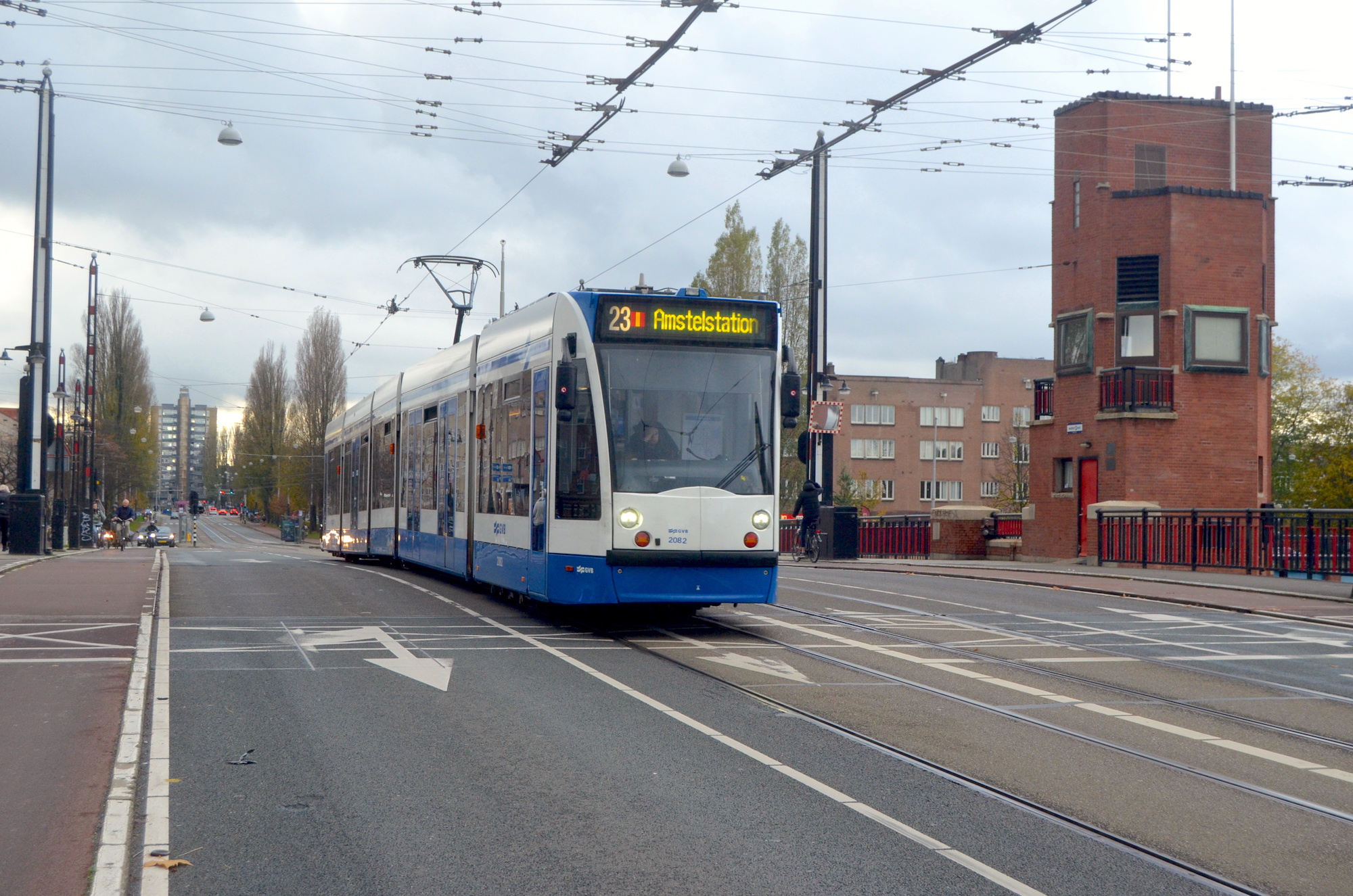
Tijdelijke GVB-tramlijn 23 op de Berlagebrug.
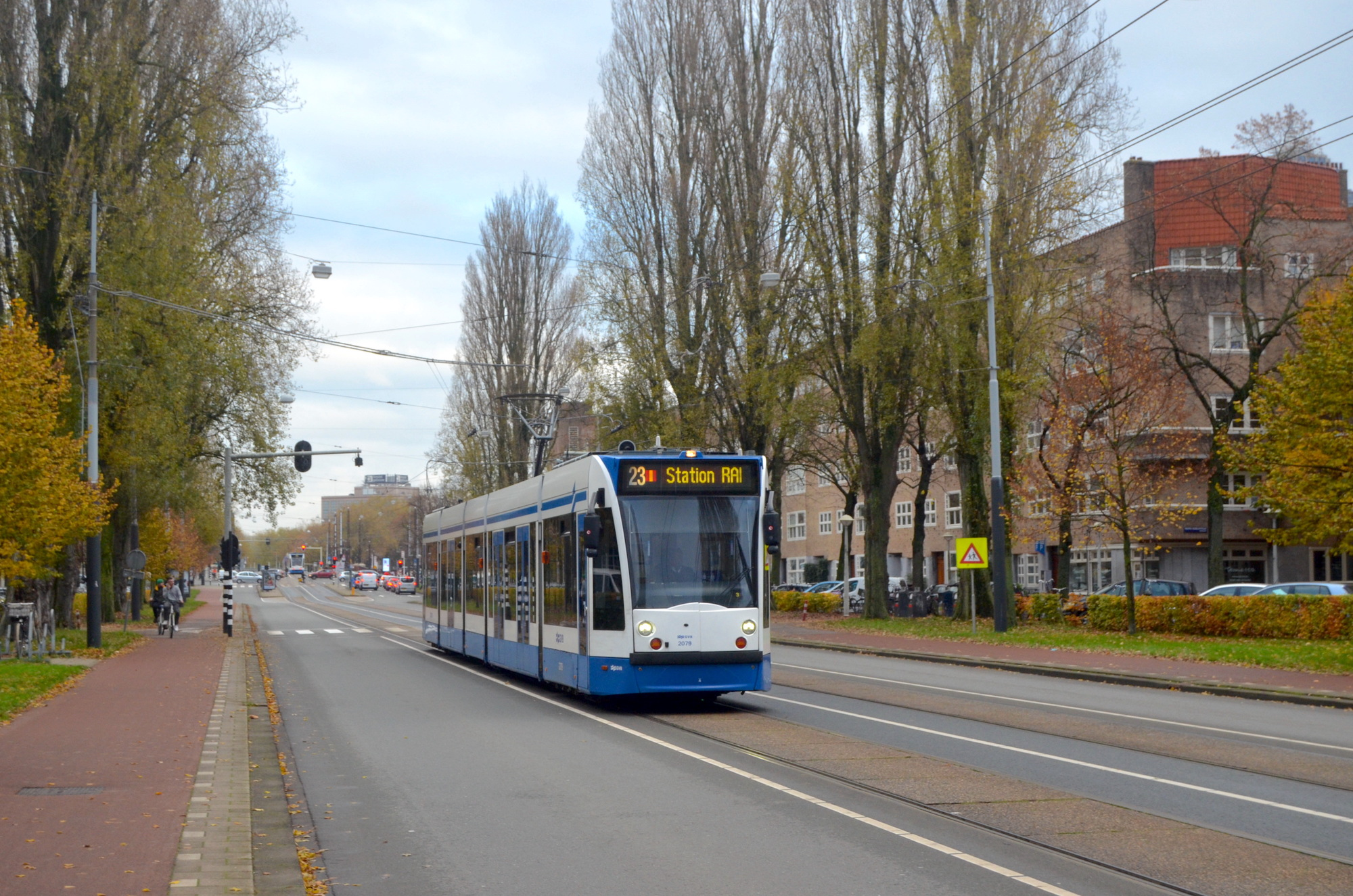
Tijdelijke GVB-tramlijn 23 op de Vrijheidslaan.
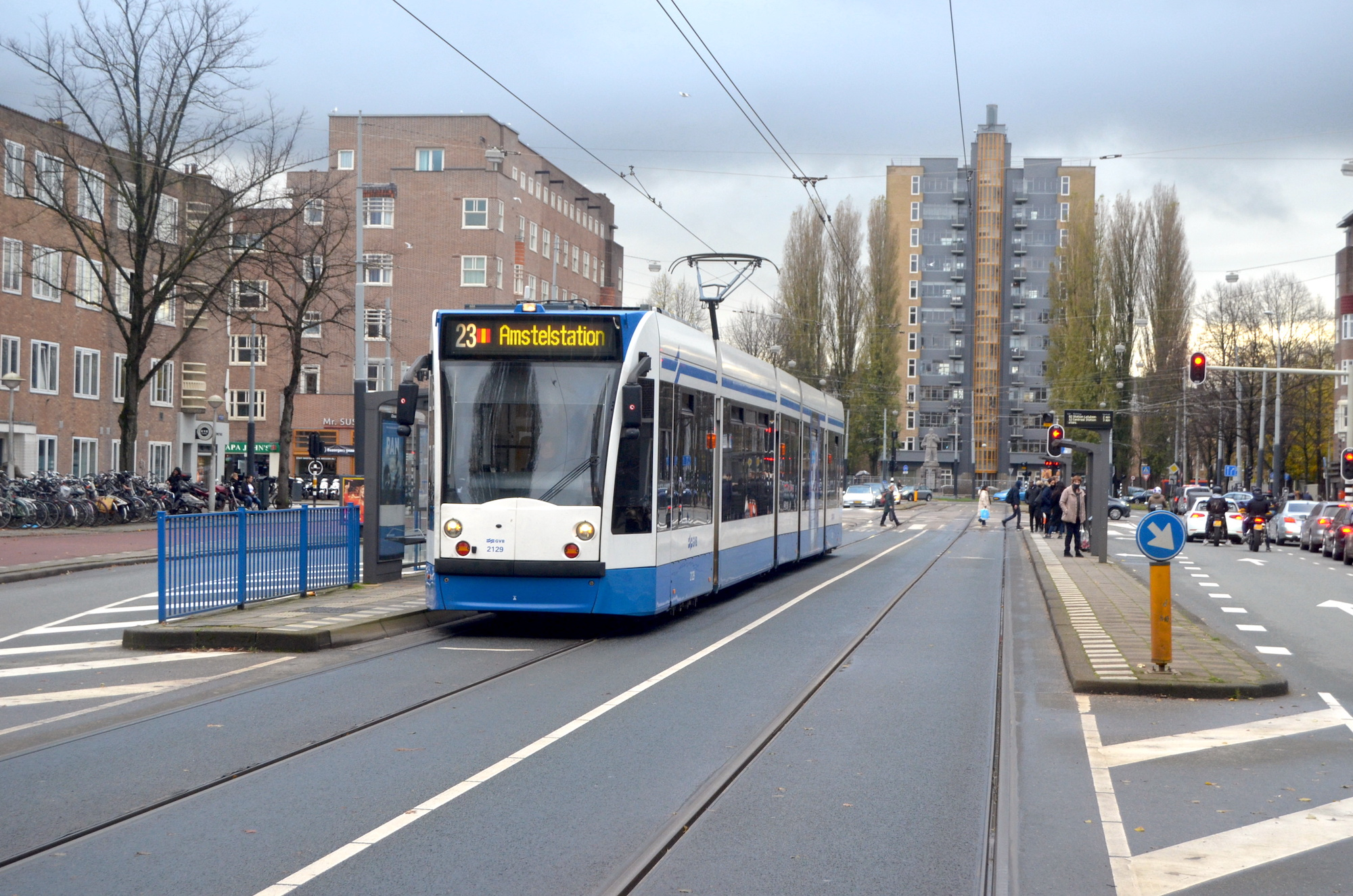
Tijdelijke GVB-tramlijn 23 op de Vrijheidslaan met de Wolkenkrabber op de achtergrond.